# Przededworze
Przededworze – wieś w Polsce położona w województwie świętokrzyskim, w powiecie kieleckim (od 1975 roku), w gminie Chmielnik.
| SIMC    | Nazwa      | Rodzaj     |
| ------- | ---------- | ---------- |
| 0235186 | Dezyderów  | przysiółek |
| 0235192 | Na Stawku  | część wsi  |
| 0235200 | Nowa Wieś  | część wsi  |
| 0235217 | Stara Wieś | część wsi  |
| 0235223 | Zakrzówka  | część wsi  |

Do Przededworza należy 7 ulic, których nazwy upamiętniają osoby związane z gminą Chmielnik, będące Honorowymi Obywatelami Chmielnika. Znajdziemy tu więc ulice:
- Leopolda Kozłowskiego (ostatniego klezmera Galicji, gościa dożynek w Przededworzu w 2009 roku),
- Janusza Zakrzeńskiego (aktora urodzonego w Przededworzu),
- pułkownika Romana Arendarskiego (urodzonego w Sędziejowicach),
- Andrzeja Zalewskiego (twórcy Święta Polskiej Niezapominajki),
- Marii Stolzman (posłanki na Sejm RP, prezes Fundacji Wspomagającej Zaopatrzenie Wsi w Wodę),
- księdza Biskupa Edwarda Materskiego (wikariusza w Chmielniku w latach 1947-1951),
- Stanisława Żaka (literaturoznawcy, historyka, senatora).

W najbliższej okolicy znajdują się miejscowości: Chmielnik, Jasień, Suchowola, Holendry, Ciecierze.
Historia wsi sięga 1551 roku, kiedy to przy okazji lokacji Chmielnika przez jego dziedzica Jana Oleśnickiego, dowiadujemy się o małej osadzie stanowiącej jego zachodnią część. W 1679 roku określano ją jako villa Przededworze alias Stary Chmielnik, a swoją obecną nazwę nosi od 1787 roku. W Przededworzu znajdował się folwark, który pod koniec XIX wieku, na drodze zamiany trafił w ręce Stanisława Zakrzeńskiego i Zofii z Gadomskich z Rosiejowa. Stanisław Zakrzeński był lokalnym sędzią pokoju, czyli sędzią najniższego stopnia, który przy pomocy sądów pokoju, orzekał głównie w drobnych sprawach cywilnych. W 1882 roku, zdecydowano o oddzielniu owych ziem (wraz z Dezyderowem i Holendrami) od dóbr chmielnickich, co przypieczętowało odrębność Przededworza. Ze względu na swą dawną przynależność do Chmielnika, Przededworze często nosi nazwy Stary Chmielnik lub Chmielnik Wieś.
Sama nazwa Przededworze pochodzi od dworu, który należał niegdyś do Stanisława Zakrzeńskiego. Po dworze, w którym mieszkali Zakrzeńscy, nie ma już śladu. Został zburzony w latach 60., a w miejscu gdzie się znajdował, zobaczyć można tylko niewielki kopiec z zarośniętych gruzów i kilka starych lip wokół. O tym jak wyglądał, możemy dowiedzieć się z książki Dwory i dworki oraz ich właściciele w województwie świętokrzyskim, autorstwa prof. Zbigniewa M. Doliwa-Klepackiego: „Zbudowany w 1920 roku na rzucie wydłużonego prostokąta. Od frontu po bokach mocno wysunięte ryzality. Murowany, parterowy, od frontu ośmioosiowy. Do dworu prowadził ganek z trójkątnym szczytem. Dwór zwieńczał czterospadowy dach”. Ostatnim właścicielem dworu był syn Stanisława Zakrzeńskiego – Jan, żonaty z Albiną. Oboje zaś byli rodzicami aktora Janusza Zakrzeńskiego, znanego głównie z roli Józefa Piłsudskiego.

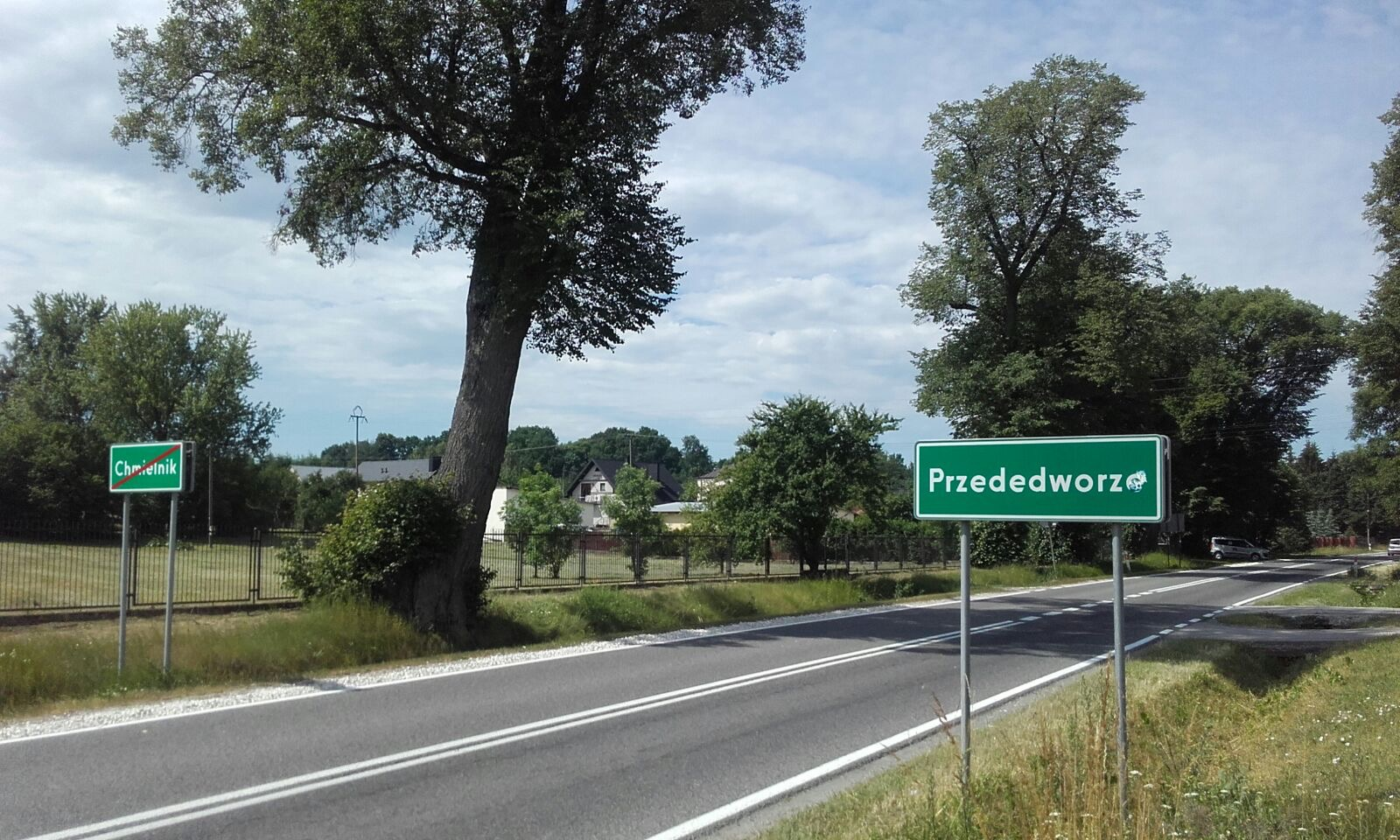
Wjazd do Przededworza od strony Chmielnika

Do najważniejszych zabytków należy Kościółek pw Św. Trójcy (właściwie Wszystkich Świętych), usytuowany na terenie dawnego Starego Chmielnika (obecnie na granicy Przededworza i Chmielnika), konsekrowany przez biskupa krakowskiego Jana Bodzantę w 1354 roku. Z zapisków Jana Długosza wynika, że kościół w formie drewnianej istniał już około 1440 roku. Obecny kościół pochodzi z początku XVI wieku. W 1787 roku przeniesiono nabożeństwa do nowo wybudowanej świątyni pw. Niepokalanego Poczęcia Najświętszej Maryi Panny. Pod koniec XIX wieku, ze względu na tragiczny stan budynku ksiądz Jan Zychowicz przeprowadził jego remont, dzięki czemu możemy dziś oglądać to ciekawe miejsce. Kościół jest jednonawowy, zamknięty od wschodu półkoliście absydą, dach jest dwuspadowy z naczółkiem nad absydą oraz drewnianym szczytem nad wejściem, zwieńczony małą sygnaturką. Wewnątrz kościółka wykonano sklepienie o formie kolebkowej z lunetami oraz drewniany chór wsparty na półfilarach. Wyposażenia wnętrza dopełnia drewniany, barokowy ołtarz. Kościółek należy do najstarszych zachowanych zabytków Starego Chmielnika. Na przykościelnym cmentarzu zachowało się kilkanaście starych, zniszczonych nagrobków, m.in. pochowanych tam dziedziców okolicznych miejscowości. Napis wyryty na betonowej tablicy informuje, że w czasie wojny było to miejsce zbrodni dokonywanych przez Niemców.
Z Przededworza pochodzili Stanisław Grabda (porucznik NSZ, AK) i Janusz Zakrzeński (aktor teatralny i filmowy, znany odtwórca ról marszałka Piłsudskiego, ofiara katastrofy polskiego Tu-154 w Smoleńsku).
W latach 1954-1959 wieś była siedzibą gromady Przededworze.